# Rajcs Renáta

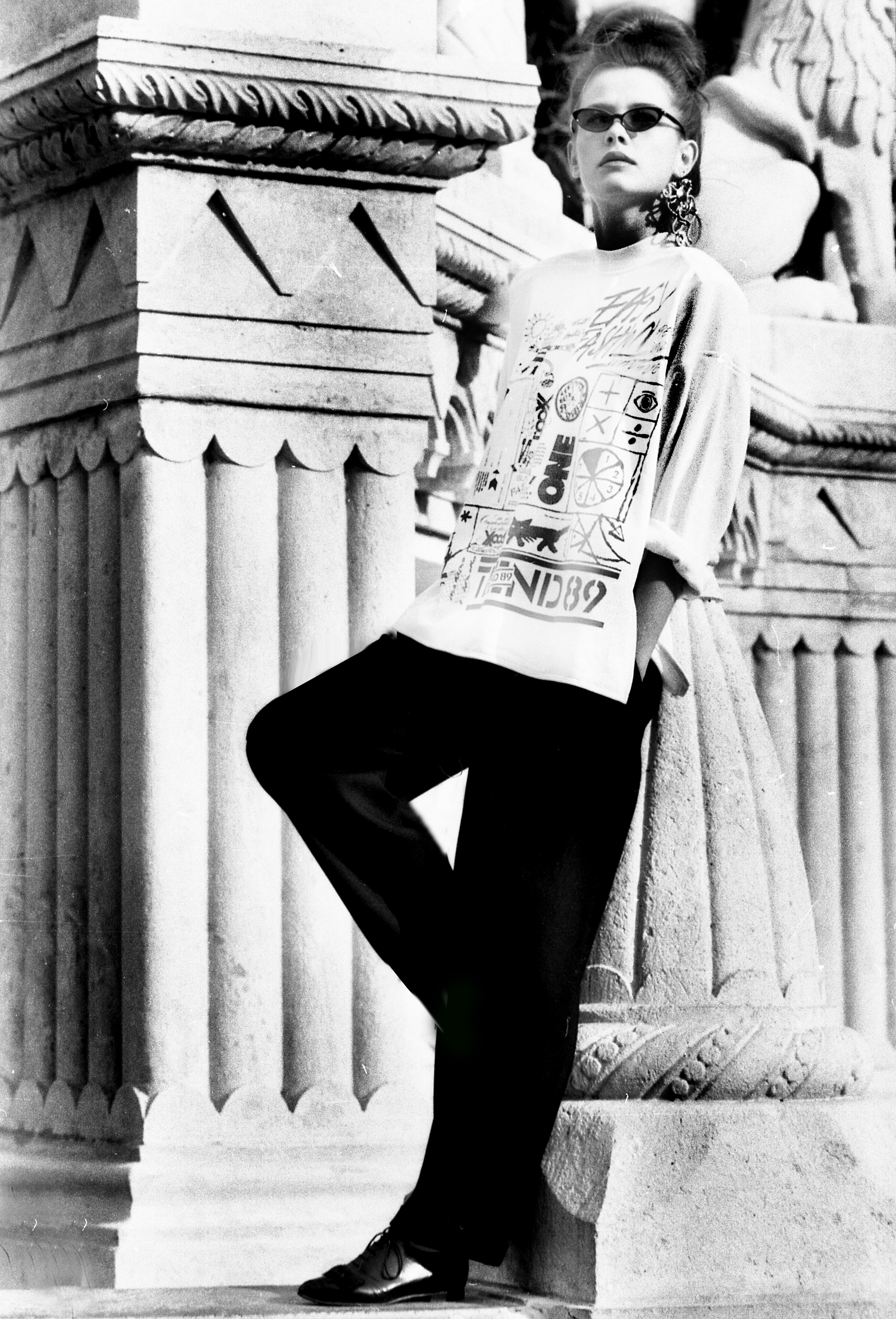
Rózsavölgyi Gyöngyi felvétele

Rajcs Renáta (Budapest) modell, divattervező, dalszerző, énekes.

## Élete
22 évesen kezdett modellkedni. A 90-es évek modellje. Fotói címlapokon is láthatók, például a Pulli magazin oldalán. A Csemege áruháztól kezdve különböző illatszerekig mindent reklámozott. Fotósai, többek közt Rózsavölgyi Gyöngyi, Tóth József Füles és Rákoskerti László fotóművészek voltak.
Rajcs Renáta 1996-ban diplomázott a Mesterképző' Intézetében. A 90-es évek elején az Éva-Neoton együttessel lépett fel vokalista volt, majd amikor Csepregi Évának 1992-ben gyermeke született, és visszavonult, a  Boney-M turnét, magyar nyelven, Rajcs Renáta egyedül vitte végig Végvári Ádámmal.
1995-ben Cipő szólóban jelentkezett A Cipő és a Lány – Amsterdam címet viselő új albumával. A lemezen Cipő két duettet énekel Rajcs Renátával. Renáta két dalt németül is elénekelt, amelyek a Mit dir és az Immer wieder címet viselik. A dalokat Tóth Zoltán hangszerelte, a felvételek pedig az LGM stúdióban készültek 1995 februárjában.  Bódi László mellett, Ő is kopaszon énekelt, levágatta  a haját, lemezborítón is úgy szerepel
Több sikeres dallal is jelentkezett. A későbbi években manökeniskolát nyitott, és tanított.
1990-1992-ig az Éva-Neotonnál vokalista volt Schäffer Edina mellett.